# Óscar R. Benavides (Metro de Lima y Callao)
Óscar R. Benavides es la sexta estación actualmente en construcción de la Línea 2 del Metro de Lima en Perú. Será construida de manera subterránea cercana a la avenida Óscar R. Benavides, en los distritos del Callao y Bellavista. Se tiene prevista su inauguración general en 2028.
En 25 de abril de 2022 se inicia plan de desvío por obras en avenida Colonial entre las calles Hipólito Unanue y Enrique Meiggs por obras de la estación Óscar Benavides.
En septiembre de 2024, se informó que las obras civiles de la estación tiene un avance de 84%.
Estará ubicada en la avenida Óscar R. Benavides frente a la urbanización San Joaquín.